# Římskokatolická farnost Vítkov
Římskokatolická farnost Vítkov je územní společenství římských katolíků s farním kostelem Nanebevzetí Panny Marie ve Vítkově.

## Kostely a kaple na území farnosti
- Kostel Nanebevzetí Panny Marie (tzv. nový kostel) ve Vítkově
- Kostel Nanebevzetí Panny Marie (tzv. starý kostel) ve Vítkově